# Oblężenie Chartumu
Oblężenie Chartumu – jedyne na tak wielką skalę oblężenie miasta w Afryce w czasach nowożytnych przed II wojną światową. Jej skutkiem było zdobycie – po ponad dziewięciu miesiącach szturmów – obiektu ataku i wymordowanie większości obrońców i mieszkańców. Konsekwencją było umocnienie panowania mahdystów w Sudanie na następne 14 lat.

## Przygotowania
Od roku 1881 siły skupione wokół nazywającego samego siebie mahdim (mesjaszem) przywódcy religijnego Mohammeda Ahmeda podbijały coraz rozleglejsze obszary Sudanu, pokonując w kilku bitwach (np. pod El-Obeid) słabe i źle dowodzone wojska egipskie.
W roku 1883, rząd brytyjski Williama Gladstone’a zdecydował się wysłać do Sudanu generała Charlesa Gordona z zadaniem ewakuacji ostatnich garnizonów egipskich. Gordon po przybyciu do Chartumu stwierdził, że nie można zostawić miasta i jego mieszkańców na pastwę mahdystów i postanowił przygotować je do obrony licząc na szybką i skuteczną odsiecz wojsk brytyjskich.

## Oblężenie
Chartum, położony w widłach Nilu Białego i Błękitnego, osłaniany od zachodu fortem w Omdurmanie, stanowił pozycję naturalnie obronną. Słabą stronę stanowił południowy odcinek, gdzie zbudowano umocnienia ziemne i kilka fortów. W mieście zgromadzono (jak się później okazało niewystarczające) zapasy żywności. Załoga miała ponad dwa miliony sztuk amunicji, a chartumska zbrojownia była zdolna produkować 40 tysięcy sztuk tygodniowo.
Gordon nakazał dodatkowe prace ziemne, jak fosy i doły-pułapki, na południowej flance, przy czym zastosowano, jako dodatkowe zabezpieczenie przedpola zasieki z drutu kolczastego i tłuczone szkło, co miało utrudnić szturmy mahdystów od tej strony i oczekiwał nadejścia przeciwnika.
15 marca mahdyści podeszli pod utrzymywaną przez Egipcjan Berberę i przecięli kabel telegraficzny, przy pomocy którego Chartum utrzymywał łączność z Kairem. Od tej pory informacje w obie strony dostarczali coraz mniej liczni kurierzy oraz kanonierki rzeczne.
W kwietniu licząca około 30 tys. ludzi armia mahdystów pod wodzą Hagi Mohameda abu Gergera podeszła pod miasto i zajęła osadę Omdurman. Załoga Gordona dokonywała ostatnich wycieczek zwożąc z okolicznych pól płody rolne. Jedna z takich akcji zakończyła się porażką sporego oddziału mahdystów, co spowodowało zmianę dowodzącego ich armią. Teraz na czele sił oblężniczych stanął Abd er Rahman.
Przez pierwsze kilka miesięcy w mieście panował spokój. Gordon odrzucił propozycję Mahdiego by przeszedł na jego stronę, w czym poparła go rada doradcza, złożona z oficerów i znaczniejszych obywateli miasta. Gordon zdawał sobie sprawę, że mahdyści zaatakują w styczniu, gdy poziom wód Nilu znacznie opadnie, ale liczył, że do tego czasu nadejdzie odsiecz. Tymczasem mahdyści ostatecznie zdobyli Berberę, a Anglikom i Egipcjanom z trudem udało się utrzymać w rękach północne obszary Sudanu.
4 września na przedpolach Chartumu doszło do bitwy, w której Gordon poniósł dotkliwe straty – ponad 800 zabitych. Od tej pory oblężeni zamknęli się w mieście, gdzie potęgował się nastrój przygnębienia i brak wiary w ratunek. Na dodatek 5 stycznia mahdyści zdobyli fort w Omdurmanie, podciągnęli bliżej działa i rozpoczęli nieustanny ostrzał miasta, w którym zaczął się głód.
10 września wysłany został w dół rzeki parowiec „Abbas” z ostatnim wezwaniem o pomoc. Na pokładzie znaleźli się szukający ucieczki Europejczycy, w tym konsule Wielkiej Brytanii i Francji oraz oficer mający pieczę nad ważnymi dokumentami, m.in. księgą szyfrów. „Abbas” nigdy nie dotarł do linii egipsko-brytyjskich. 18 września rozbił się na skałach, a wszyscy obecni na pokładzie zostali zabici przez mahdystów, gdy na brzegu czekali na ratunek. Księga szyfrów dostarczona została Mahdiemu.

## Próba odsieczy
W maju w Anglii doszło do masowych demonstracji poparcia dla, pozostawionego samemu sobie, Gordona. Królowa Wiktoria naciskała na rząd, by pospieszył Gordonowi na ratunek. W końcu Gladstone zgodził się na wysłanie do Sudanu 10-tysięcznych sił, które miały za zadanie pokonanie mahdystów, otwarcie drogi z Egiptu na południe i ustanowienie bezpośredniego połączenia z oddziałami broniącymi Chartumu.
Akcja ta – do Egiptu wyruszył brytyjski korpus interwencyjny pod dowództwem gen. Wolseleya – nie powiodła się (mimo zwycięstw w dwóch bitwach pod Abu-Klea i Abu-Kru), bowiem gdy pojedyncza kanonierka z symboliczną pomocą zdołała w końcu dotrzeć do Chartumu, miasto było już zdobyte przez mahdystów. Okazało się raz jeszcze, że żeglugę po Nilu utrudniają katarakty, nierozpoznane skały podwodne i mielizny, zaś marsz przez bezwodne pustynie i obszary opanowane przez nieprzyjaciela nie może zdać egzaminu.

## Ostatni szturm
W połowie stycznia Gordonowi zostało jeszcze tylko 2 300 ludzi zdolnych do walki. Wody w Nilu opadały gwałtownie. Na naradzie w obozie mahdystów zapadła decyzja, że generalny szturm nastąpi rano 26 stycznia. Mahdi, w ostatniej swej mowie do żołnierzy, zagrzewał ich do walki obiecując poległym raj, a zdobywcom wielkie łupy.
Korzystając z niskiego stanu wód nad ranem 26 stycznia około 50 tys. jego wojsk uderzyło od strony Omdurmanu wdzierając się natychmiast do miasta. Impet ataku był tak duży, że Egipcjanie nie mieli szans na stawienie skutecznego oporu. Atakujący mordowali wszystkich (żołnierzy i obywateli) bez wyjątku. Bogatszych mieszkańców miasta torturowano przed śmiercią, by wyjawili miejsca ukrycia skarbów.
Gordon obserwował szturm z dachu pałacu gubernatora. Gdy szeregi mahdystów zaczęły zbliżać się do pałacu włożył paradny mundur i z pistoletem i szablą w rękach czekał na napastników. Został zakłuty na śmierć dzidami. Obciętą głowę dostarczono mahdiemu, a ciało po dwóch dniach wrzucono do studni.
Mahdi nie był zadowolony z takiego obrotu sprawy. Chciał mieć Gordona jako jeńca – ważny element przetargowy na przyszłość. Wiedział, że śmierć popularnego w Anglii generała zapowiada kłopoty w przyszłości.
Krótko po zdobyciu miasta pozostałych przy życiu mieszkańców zmuszono do opuszczenia zabudowań. Gdy po 14 latach dotarły tu siły brytyjskie zastały ruiny częściowo zasypane piaskami pustyni, a częściowo porosłe krzakami.

## Film
W 1966 roku został nakręcony film Chartum przedstawiający oblężenie Chartumu. Rolę gen. Gordona zagrał Charlton Heston.